# Dachmarke

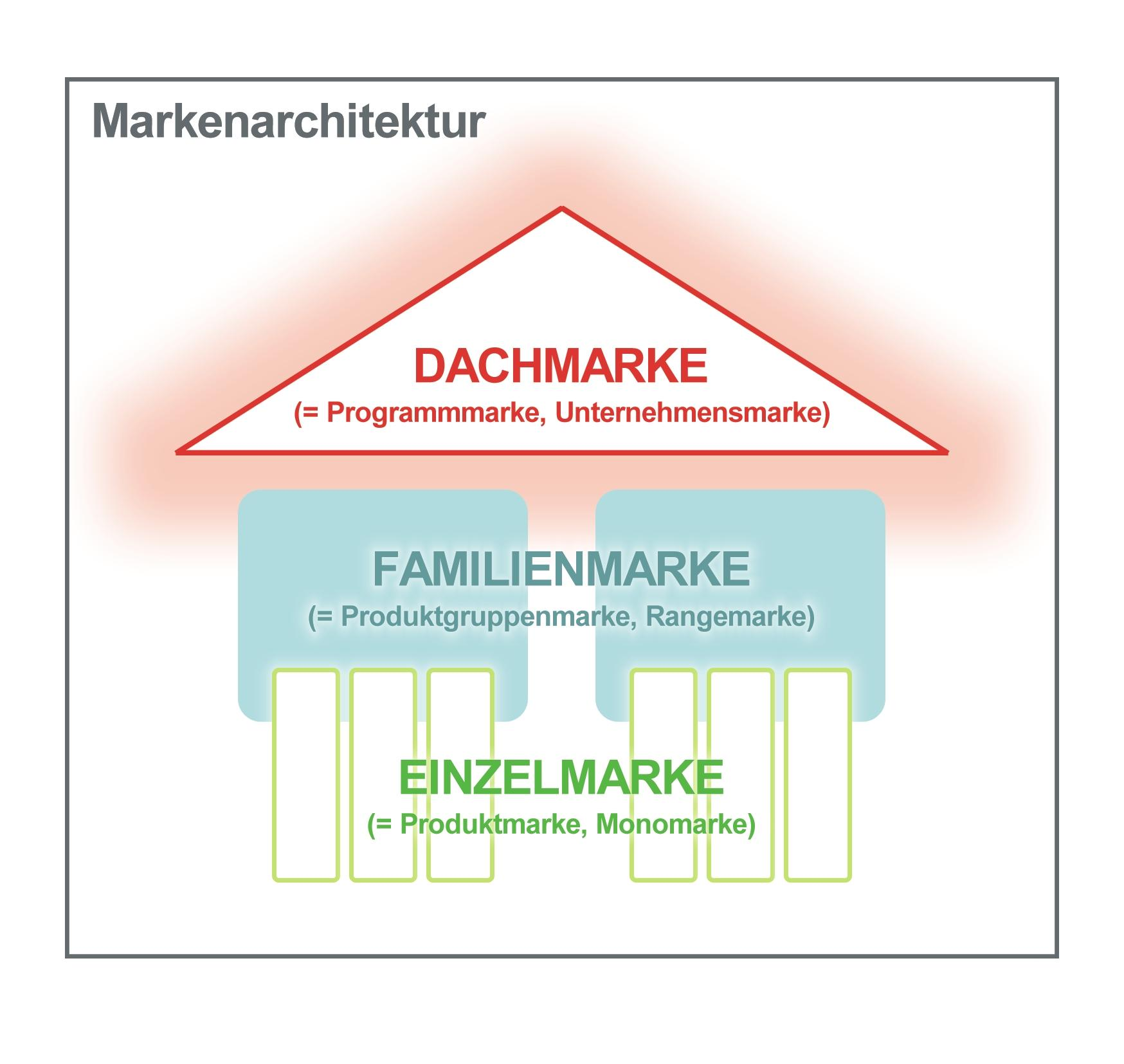
Hierarchie von Dachmarke, Familienmarke und Einzelmarke

Als Dachmarke wird innerhalb des Marketing die übergeordnete Marke eines sogenannten Markensystems bezeichnet, die sich durch einen besonders hohen Wiedererkennungswert (Reichweite) und in der Regel eine große Akzeptanz in der Zielgruppe auszeichnet und selbst keine eigentlichen Leistungen (Produkte/Dienste) bewirbt. Sie kommt vor allem in konzerngebundener Marktkommunikation vor und verbindet das System einer unbestimmten Anzahl sogenannter Monomarken (Einzelproduktmarken) und/oder Familienmarken unter ihrem Image.

## Ziel der Verwendung

Dachmarke der BKK in Deutschland

Markenpolitik im Allgemeinen hat die Aufgabe, weitgehend austauschbare Produkte zu einer allein stehenden Marke zu stilisieren und eine Unterscheidbarkeit zu Konkurrenzprodukten herzustellen. Der Dachmarke kommt hierbei das Branding eines Produktimages zu, das sich im Idealfall auf sämtliche Unternehmensmarken überträgt und für eine durchgängige Wiedererkennung selbst bei diversifizierten Leistungen sorgt.
Hinsichtlich Positionierung und Architektur einer Dachmarke mit ihren verbundenen Produktmarken müssen sehr langfristige Überlegungen gelten, so dass in der Regel Veränderungen an der Dachmarke nur selten und äußerst behutsam vorgenommen werden. In den USA sind bereits etwa 90 Prozent der Neueinführungen in Supermärkten so genannte Monomarken, die nur für ein Produkt stehen, unterhalb einer Dachmarke.
 Neben Monomarken gibt es auch Familienmarken, die auch als Rangemarke bezeichnet werden. Damit werden Marken für Produktfamilien (engl. range = Sortiment) bezeichnet, die unter einer Dachmarke mehrere verwandte Produkte charakterisieren können, siehe obige Abb. Hierarchie.

## Beispiele

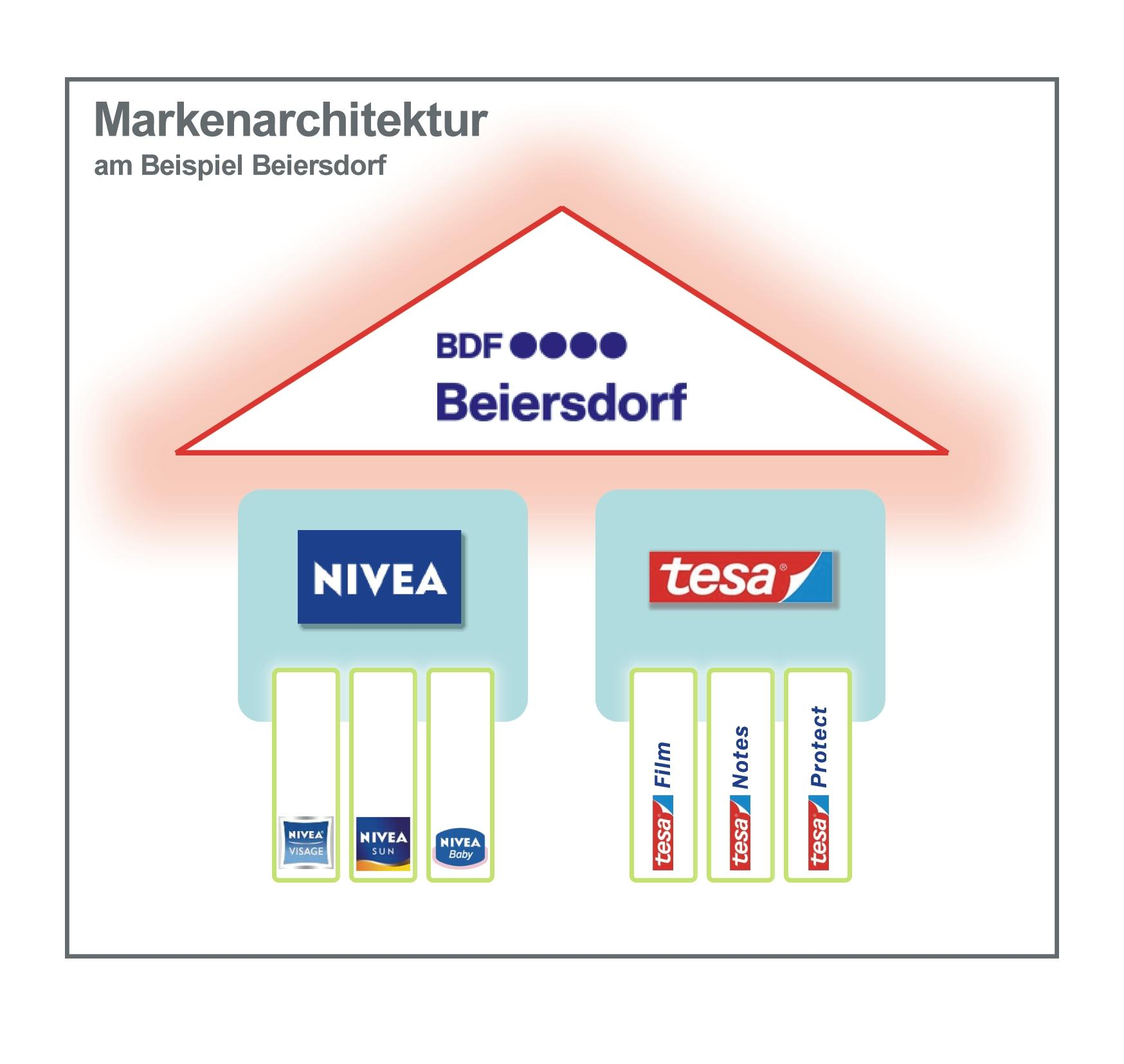
Die Dachmarke Beiersdorf mit den Familienmarken Nivea und tesa sowie je drei zugehörige Produktmarken

### Regionen
- Allgäu
- Rhön

### Güter
- Beiersdorf (NIVEA, tesa …)
- DANONE (Activia, Actimel, Fruchtzwerge, evian, Volvic …)
- Ferrero (kinder, duplo, hanuta, nutella …)
- Nestlé (Maggi, Herta, MÖVENPICK, Theo Schöller …)
- Mondelēz International (Milka, Suchard …)
- Unilever (Langnese-Speiseeis, Rama, Knorr …)
- Storck (Toffifee, Knoppers, Merci …)
- In Großkonzernen können mehrere Dachmarken nebeneinander existieren, z. B. bei General Motors: Chevrolet, Buick, Cadillac, GMC etc.

### Medien
- Der Spiegel (Spiegel Magazin, Der Spiegel (online), Spiegel-Bestseller …)[1]

### Dienste
- „Allianz“ ist die Dachmarke für viele Dienstleistungen der Allianz SE sowie weiterer Beteiligungen an deutschen und internationalen Dienstleistungsunternehmen.

## Mögliche Probleme
Die Etablierung einer Dachmarke ist mit hohen Anlaufkosten, einer vorübergehenden Unschärfe im Markenimage bis zur Etablierung der eigenständigen Monomarken und vor allem mit anfänglich geringer Akzeptanz der Dachmarke im Markt verbunden. Eine klare Positionierung ist daher stark erschwert. Auch die interne Kommunikation bzw. das Innenmarketing im Unternehmen kann sich nicht sofort auf die Erhöhung des Bekanntheitsgrades einer Dachmarke verlassen. Der Produktlebenszyklus einer Dachmarke ist eher in Jahrzehnten als Monaten oder Jahren zu sehen. Häufig fehlt in den ersten Jahren daher ein klares Profil und damit die gemeinsame Identität der neuen Dachmarke, was kurz- bis mittelfristig zu Identifikationsproblemen und fehlender Akzeptanz der Dachmarke beim Kunden führen kann.
Die fehlende Konzentration auf einzelne Zielgruppen stellt ein weiteres Problem einer Dachmarke dar. Auch können die Besonderheiten einzelner Leistungen, wie z. B. Innovationen oder Relaunch nicht berücksichtigt werden. Hinzu kommt die Gefahr von Badwill-Effekten (negative Aspekte eines anderen Produkts haben Auswirkungen auf das Image des Produkts) durch das Scheitern einzelner Leistungen oder durch externe Ereignisse (z. B. Massenentlassungen, Umweltkatastrophen).

## Abgrenzung zum Franchising
Im Gegensatz zum Franchisegeber, der für seine Partner im Franchisesystem ebenfalls eine Marke etabliert, von der ein hoher Wiedererkennungswert ausgehen soll, gehören dem Inhaber einer Dachmarke die Monomarken der beteiligten Unternehmen. Franchisenehmer sind jedoch weiterhin rechtlich selbstständige Wirtschaftssubjekte und sind mit der Marke des Franchisegebers nur per Kooperationsvertrag verbunden. Ein direkter Einfluss auf die Franchisegeber in ihren allgemeinen Kommunikationsaktivitäten außerhalb der eingegangenen Partnerschaft besteht nicht.